# Onthophagus stylocerus
Onthophagus stylocerus é uma espécie de insetos coleópteros polífagos pertencente à família Scarabaeidae.
A autoridade científica da espécie é Graells, tendo sido descrita no ano de 1851.
Trata-se de uma espécie presente no território português.